# Закон про Європейські Співтовариства 1972 року (Ірландія)
Закон про Європейські Співтовариства 1972 року (№ 27 від 1972 року) — це акт парламенту Ірландії, Ерахтасу, який включає договори та законодавство Європейського Союзу у внутрішнє законодавство Ірландії. Акт не просто інкорпорував право Європейських Співтовариств, яке існувало на момент його прийняття, але інкорпорував законодавчі акти Співтовариства, прийняті пізніше. Закон також передбачає, що міністри уряду можуть ухвалювати нормативні документи  для імплементації законодавства ЄС, і що ці нормативні документи мають чинність, як якщо б вони були актами парламенту.
Виконання будь-якої з цих речей зазвичай вважається неконституційним делегуванням законодавчої влади штату. Однак ця проблема була передбачена прийняттям третьої поправки до Конституції Ірландії, яка захищає будь-яке законодавство, яке вимагається зобов’язаннями членства в Європейському Союзі.
Конституційність положень Закону щодо нормативних документів була оскаржена у справі Meagher проти міністра сільського господарства на підставі того, що вони були незаконним делегуванням законодавчих повноважень Ерахтасу. Позивач отримав позов у Високому суді, але рішення було скасовано після апеляції до Верховного суду. Суд постановив, що:
«Суд переконався, що, беручи до уваги кількість законів співтовариства, вчинених актів і прийнятих заходів, які або повинні бути полегшені в їх прямому застосуванні до законодавства держави, або повинні бути імплементовані відповідними діями в законодавство держави, Держава, обов’язок членства вимагав би сприяння цій діяльності, принаймні в деяких випадках і, можливо, у переважній більшості випадків, шляхом прийняття міністерських постанов, а не законодавства Ерахтасу».